# Cisterciácký klášter v Řeporyjích
Cisterciácký klášter v Řeporyjích je údajný zaniklý klášter, který není doložený prameny a který se měl podle pověsti nacházet pod kostelem svatého Petra a Pavla v místech statku čp. 10.

## Historie
Královna Eliška Přemyslovna (1292–1330) založila v Praze na Újezdě nový klášter dominikánek u svaté Anny, ale svůj úmysl změnila a chtěla na místo dominikánek uvést do kláštera cisterciácky, které měly být pod dozorem zbraslavského opata. Dne 28. září 1330 však královna zemřela a cisterciačky se prý usadily v Řeporyjích na pozemcích cisterciáků plaského kláštera. Jejich nový klášter však byl prý roku 1420 vypálen a rozbořen husity a abatyše údajně husity na útěku zastřelena.
Klášter prý stál na místě statku čp. 10 pod kostelem; opuštěná studna v jeho zahradě se původně údajně měla nacházet na klášterním nádvoří.
Mezi jeptiškami řádu svatého Benedikta, které roku 1387 volily Kuňku Kolovratovou za abatyši kláštera svatého Jiří na Pražském hradě, se uvádí Anna z Řeporyje.